# Teatro Municipal de Las Condes
El Teatro Municipal de Las Condes es un teatro ubicado en el subsuelo del Centro Cívico de Las Condes, en el Barrio El Golf de dicha comuna de la ciudad de Santiago, Chile. Posee una platea inclinada con capacidad para 646 espectadores, más 108 butacas ubicadas en la plataforma del foso de orquesta. Además cuenta con 120 ubicaciones en los palcos laterales, lo que suma una capacidad total de 874 espectadores.
Sus obras, en conjunto con el Centro Cívico de la comuna, comenzaron en noviembre de 2007 y demandaron una inversión de US$ 20 millones. Fueron construidas en el terreno del antiguo palacio consistorial de Las Condes, edificado en 1942 y que albergó a la Municipalidad de Las Condes hasta el año 2004. La construcción del teatro concluyó el año 2010 y cuando fue inaugurado oficialmente, el 25 de agosto, se convirtió en el primer teatro municipal en ser construido en Chile luego de 153 años.